# Kawcze (gromada)
Kawcze – dawna gromada, czyli najmniejsza jednostka podziału terytorialnego Polskiej Rzeczypospolitej Ludowej w latach 1954–1972.
Gromady, z gromadzkimi radami narodowymi (GRN) jako organami władzy najniższego stopnia na wsi, funkcjonowały od reformy reorganizującej administrację wiejską przeprowadzonej jesienią 1954 do momentu ich zniesienia z dniem 1 stycznia 1973, tym samym wypierając organizację gminną w latach 1954–1972.
Gromadę Kawcze z siedzibą GRN w Kawczu utworzono – jako jedną z 8759 gromad na obszarze Polski – w powiecie miasteckim w woj. koszalińskim na mocy uchwały nr 43/54 WRN w Koszalinie z dnia 5 października 1954. W skład jednostki weszły obszary dotychczasowych gromad Kawcze, Biała, Nowy Żelibórz, Gatka, Świerzno i Świerzenko ze zniesionej gminy Kawcze oraz obszar dotychczasowej gromady Bobięcino ze zniesionej gminy Wołcza Wielka w tymże powiecie. Dla gromady ustalono 14 członków gromadzkiej rady narodowej.
1 stycznia 1958 do gromady Kawcze włączono wsie Rochowo, Rzeczyca Mała i Rzeczyca Wielka ze zniesionej gromady Mzdowo w tymże powiecie.
31 grudnia 1961 do gromady Kawcze włączono wieś Przytocko ze zniesionej gromady Płocko w tymże powiecie.
Gromada przetrwała do końca 1972 roku, czyli do kolejnej reformy gminnej. 1 stycznia 1973 sołectwa Rochowo (wsie Rochowo, Przybrodzie, Rzeczyca Mała i Rzeczyca Wielka) i Nowy Żelibórz włączono do powiatu sławieńskiego i utworzonej tam gminy Polanów. Pozostały obszar gromady Kawcze wszedł w skład gminy Miastko oraz wyjątkowo gminy Kępice (tylko Przytocko) w powiecie miasteckim.